# Avenida de César Augusto
La avenida de César Augusto es una avenida de Zaragoza, España. Es una de las más transitadas y con mayor flujo de turistas en la capital aragonesa. Es una de las rutas para llegar al Ebro, pudiéndose cruzar desde allí por el Puente de Santiago. En ella se encuentran gran cantidad de mercados, hospitales y establecimientos comerciales.

## Descripción e historia

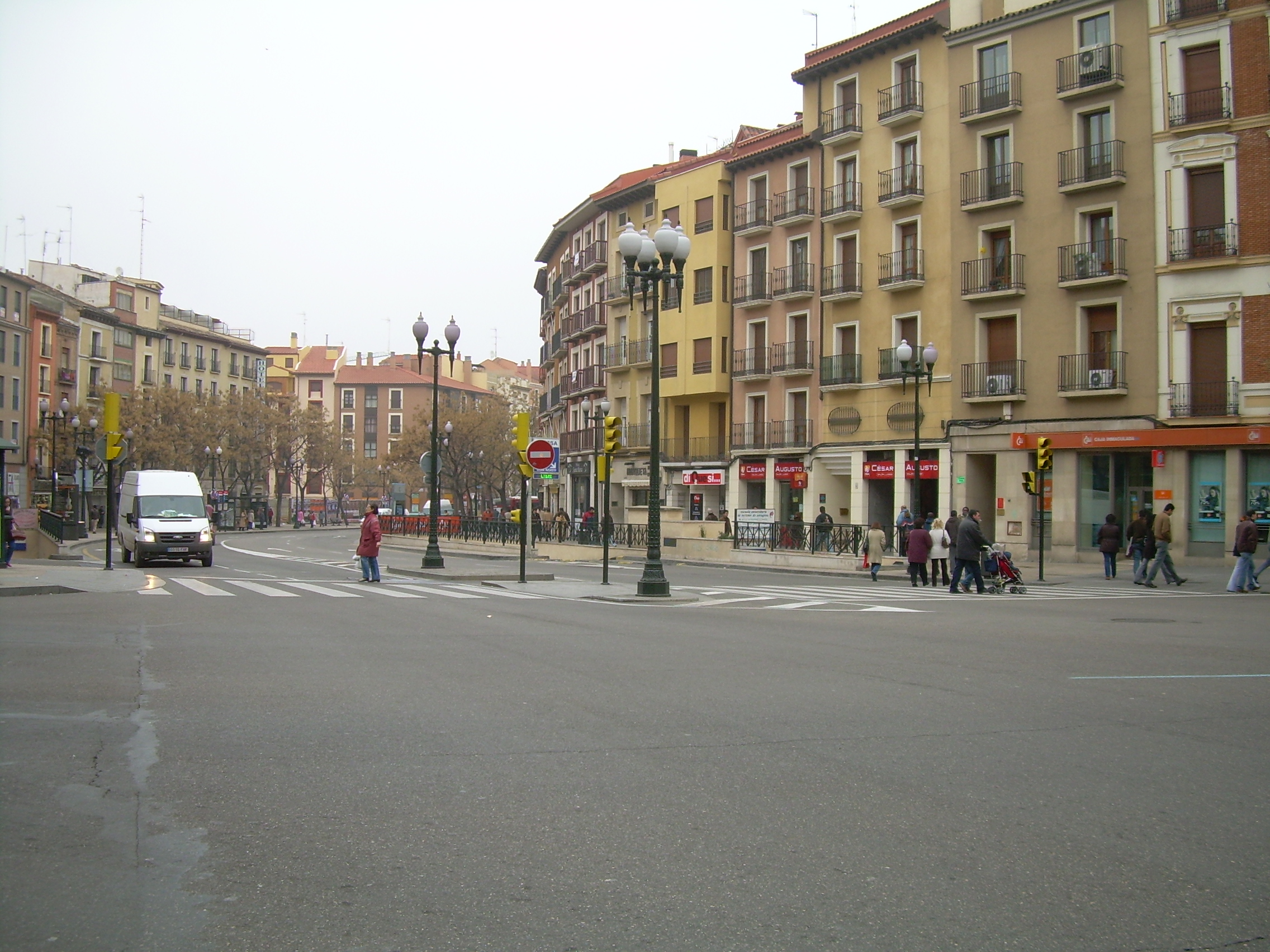
Vista de la calle antes de la renovación de la avenida por la construcción del tranvía.

Recibe su nombre del emperador romano César Augusto, quien ordenó la construcción de la ciudad en el año 23 a. C., cuando la ciudad era llamada Caesaragusta, que derivó en «Zaragoza», su actual nombre. 
Debe su origen a una reforma municipal a mediados del siglo XX que conllevó el derribo de numerosas pequeñas calles y plazas desde la Puerta del Carmen hasta el río Ebro, entre las que se encontraban la calle de las Escuelas Pías y la calle Cerdán.
La antigua calle de las Escuelas Pías discurría junto al colegio que los escolapios tienen en esta avenida, mientras que la calle Cerdán discurría desde el edificio de la audiencia provincial palacio de los Luna (Zaragoza) hasta el Mercado Central.
La zona actualmente ocupada por la calzada y el tranvía era la zona ocupada por las viviendas.